# IC 46
IC 46 — галактика типу E? (еліптична галактика) у сузір'ї Андромеда.
Цей об'єкт міститься в оригінальній редакції індексного каталогу.